# Army of Lovers
Army of Lovers (с англ. — «Армия любовников») — шведская поп-группа, была образована в Стокгольме, Швеция, в 1987 году. Тремя первоначальными участниками были Александр Бард, Жан-Пьер Барда и Ла Камилла. Ла Камилла покинула группу в 1992 году и была заменена Микаэлой Дорнонвиль де ла Кур. Доминика Печински присоединилась к группе в конце 1992 году. Микаэла Дорнонвиль де ла Кур покинула группу в 1995 году, после чего в группу вернулась первая вокалистка. Army Of Lovers технически состояли из Александра Барда, Жан-Пьера Барда, Ла Камиллы и Доминики Печински в качестве четырёх полноправных участников в рамках различных творческих коллабораций. Художник по костюмам и сценограф Камилла Тулин всегда работала в качестве дополнительного помощника Army Of lovers.
Army Of Lovers официально выпустили свой последний новый материал в 2014 году. Однако девять лет спустя украинская суперзвезда Оля Полякова убедила группу воссоединиться, чтобы записать с ней дуэт "Love Is Blue". В процессе группа начала сочинять и записывать новый материал со своими старыми коллегами и продюсерами Андерсом Ханссоном и Андерсом Воллбеком, и результатом стал совершенно новый альбом под названием "Sexodus", включающий в общей сложности десять треков, из которых пять - совершенно новые песни, две перезаписи старой классики Army Of Lovers и три трека с воссоединения 2010-х, которые ранее никогда не выпускались в формате альбома. Army Of Lovers планируют вслед за выпуском альбома "Sexodus" отправиться в турне по Скандинавии и северной Европе летом 2024 года.

## История группы

### Ранний период (1985—1990)
Главным инициатором создания группы стал Александр Бард, в то время студент-экономист. В 1982 году он создаёт группу под названием Baard, спустя год меняет стилистику и переименовывает её в Barbie. Бард выступал в гей-клубах в образе королевы Вarbie, по легенде, плода страстной любви президента США Джона Кеннеди и актрисы Мэрилин Монро. Вызывающие наряды и экстравагантные прически «Барби» были придуманы талантливым модельером Камиллой Туллин, которая позднее стала постоянным костюмером группы. Первое время Александр выступал один, затем к нему присоединилась Камилла Хенемарк. Его выступление произвело на неё такое сильное впечатление, что Камилла сама попросилась в проект. В 1985 году в Стокгольме состоялось его знакомство с травести-актёром франко-алжирского происхождения Жан-Пьером Барда.
Выступая в составе Barbie, артисты добились некоторой популярности, но лишь в пределах Швеции. В 1987 году группа решила изменить имидж и взять новое название — Army of Lovers, которое отсылало к одноимённому фильму Розы фон Праунхайма «Армия любовников, или Бунт извращенцев», посвящённого жизни геев в США 1970-х годов. Жан-Пьер Барда и Камилла Хенемарк, выступавшие в Barbie под сценическими псевдонимами «Фарук» и «Катанга», решили теперь выступать под настоящими именами. Хенемарк впоследствии стала более известна как Ла Камилла.
В 1988 году Army of Lovers выпустила свой первый сингл — «When the Night Is Cold», на который был также снят видеоклип. Он вышел под лейблом Sonet Grammofon, но уже вскоре после релиза музыканты подписали контракт со студией Ton Son Ton, специализировавшейся на танцевальных композициях, и ряд последующих синглов группы был выпущен уже под этим лейблом.

### Первые альбомы (1990—1993)
13 августа 1990 года состоялся релиз первого студийного альбома «Army of Lovers» под названием Disco Extravaganza. Изначально альбом был выпущен только в пределах стран Скандинавии, но после успешных концертов коллектива в Японии его было решено издать и там. Через несколько месяцев Disco Extravaganza вошёл в Топ-50 популярнейших альбомов, когда-либо изданных в Японии.
Альбом был издан и на территории США, там он назывался просто Army of Lovers и включал в себя ремиксы некоторых песен. Композиция «Viva la Vogue» была выбрана в качестве саундтрека для американской комедии «Ни слова маме о смерти няни». Три песни из альбома — «Supernatural», «My Army of Lovers», «Ride the Bullet» — были дополнительно выпущены как синглы. Видеоклип на песню «My Army of Lovers», представлявшую собой перепетую «Barbie Goes Around The World» из репертуара Barbie, удостоился приза «Грэмми» в номинации «Лучший клип года».
26 августа 1991 года Army of Lovers выпустила второй альбом Massive Luxury Overdose. Такие песни, как «Crucified», «Obsession» и «Ride The Bullet», вошедшие в него, стали хитами. В 1992 году, однако, Ла Камилла покинула коллектив и занялась сольной карьерой. Найдя новую солистку — фотомодель Микаэлу де ла Кур — группа пересняла клипы на песни «Obsession» и «Ride The Bullet». В американскую версию альбома Massive Luxury Overdose, которая вышла уже после смены солистки, была включена новая песня «Judgment Day», вышедшая, кроме того, как отдельный сингл.

### Квартет (1993—1995)
В 1993 году к трио присоединился четвёртый участник — Доминика Печински. Группа выпустила новый альбом — The Gods of Earth and Heaven. Из него были выпущены синглами песни «Israelism», «La plage de Saint Tropez» и «I Am». В России альбом стал бриллиантовым. В 1994 году был выпущен альбом «Glory, Glamour and Gold». Хитами из него стали песни «Lit de Parade», «Sexual Revolution», «Life Is Fantastic», «Shine Like a Star», «Stand Up For Myself». В 1995 году из-за конфликта со шведскими властями Микаэла покинула группу и уехала из страны, зато вернулась Камилла. Осенью того же года квартет выпустил альбом своих самых популярных песен Les Greatest Hits. Синглами из него вышли «Give My Life», который стал хитом в американских танцевальных чартах, «Venus And Mars», «King Midas». Также альбом включал ещё одну новую песню «Requiem».
Начиная с 1995 года, в прессе мелькали сообщения о том, что Бард собирается «заморозить» группу и сконцентрироваться на новом проекте. В 1996 году он официально объявил о роспуске группы, но Печински и Барда ещё долго уверяли всех, что коллектив просто устал и они решили взять длительный творческий отпуск. 

### Сольные карьеры и воссоединения
С 1996 года участники ансамбля занялись каждый индивидуальной карьерой. Александр Бард продолжил продюсерскую деятельность и создал группы Vacuum, Alcazar и BWO, а также стал известен как бизнесмен, социолог и автор литературных бестселлеров. Жан-Пьер Барда стал известным художником-визажистом, а также пробовал себя как актёр и ведущий нескольких телевизионных шоу. Доминика вела телешоу «Dominica’s Planet», доступное для зрителей пяти европейских стран, а также руководила одним из известнейших шведских интернет-порталов Lovesearch.com. Ла Камилла принимала участие в известном шведском политическом ток-шоу.
В 2000 году группа на короткое время воссоединилась. Был выпущен сборник своих лучших хитов Le Grand Docu-Soap и три новые песни: «Let the Sunshine In», «Hands Up», «Everybody Is Gotta Learn Sometime». Кроме того, группа в неполном составе выступила на одном концерте в «G-A-Y» в Лондоне. Бард, Барда и Печински присутствовали и выступали сами, а Ла Камилла, вокалист первых хитов группы, была заменена на надувную куклу (после концерта Бард спросил: «Тебе не кажется, что Камилла сильно похудела?»). На вопрос о возможном воссоединении они заявили, что в обозримом будущем это не предвидится и что их совместная работа была «бриллиантом во времени», который невозможно повторить.
Группа воссоединилась в рамках международного музыкального фестиваля «Легенды Ретро FM», организованного российской радиостанцией «Ретро FM» в России. Группа выступила 15 декабря 2007 года в одном концерте с Ace of Base и многими российскими артистами, которые были популярными в 1990-х годах.
В 2011 году Печински и Ла Камилла объединились для участия в записи композиции «Don’t Try to Steal My Limelight», основным исполнителем которой стал шведский травести Miss Inga. На песню был также снят видеоклип. Спустя небольшое время они сформировали трио Happy Hoes.
В 2012 году на официальной странице группы в Facebook было сообщено о её воссоединении. После этого группа представила свой новый сингл «Rockin' The Ride» и с ним приняла участие в отборочном конкурсе Евровидение-2013 в классическом составе, но не смогла пройти отборочный тур, заняв 6-е место.
В 2013 году был выпущен сборник лучших хитов Big Battle of Egos, включавший в себя четыре новые песни: «Rockin The Ride», «Сrashing Down», «Signed On My Tattoo», «Tragedy». В том же году Ла Камилла вновь ушла из группы, и её место вновь заняла Доминика Печински. Музыканты выпустили ремикс старой песни «Crucified 2013».
В 2014 году они выпустили новую песню «People Are Lonely» совместно с коллективом Gravitonas. 27 апреля 2015 группа приехала в Москву, чтобы выступить на концерте в гей-клубе Central Station, впервые за 20 лет они исполнили песню «Venus and Mars».
В ноябре 2023 года группа выпустила альбом Sexodus.

## Творчество
Александр Бард был мозгом группы, он также исполнил основную вокальную партию для хита «Obsession», Жан-Пьер Барда — ведущий вокалист таких хитов, как «Crucified» и «Israelism». Они были в группе на протяжении всей её истории; Барда часто носил наиболее вызывающие и откровенные наряды.
Более 20 песен Army of Lovers вошли в десятку Еврочарта, самая известная из которых — «Crucified», оказавшаяся одной из самых продаваемых песен 1991 года и продержавшаяся на 1-м месте в Еврочарте в течение 8 недель. «Obsession» и «Sexual Revolution» также достигали верхней строчки Еврочарта, хотя их присутствие в США и в Великобритании ограничивалось многократными успехами в клубных чартах.
Группа выпустила 5 студийных альбомов, больше 20 видеоклипов и достигла большого успеха в Европе.
Army of Lovers имеет широкую известность и канонический статус в гей-культуре, их часто упоминают как прекрасный пример постмодерна и экстраординарности.

## Состав

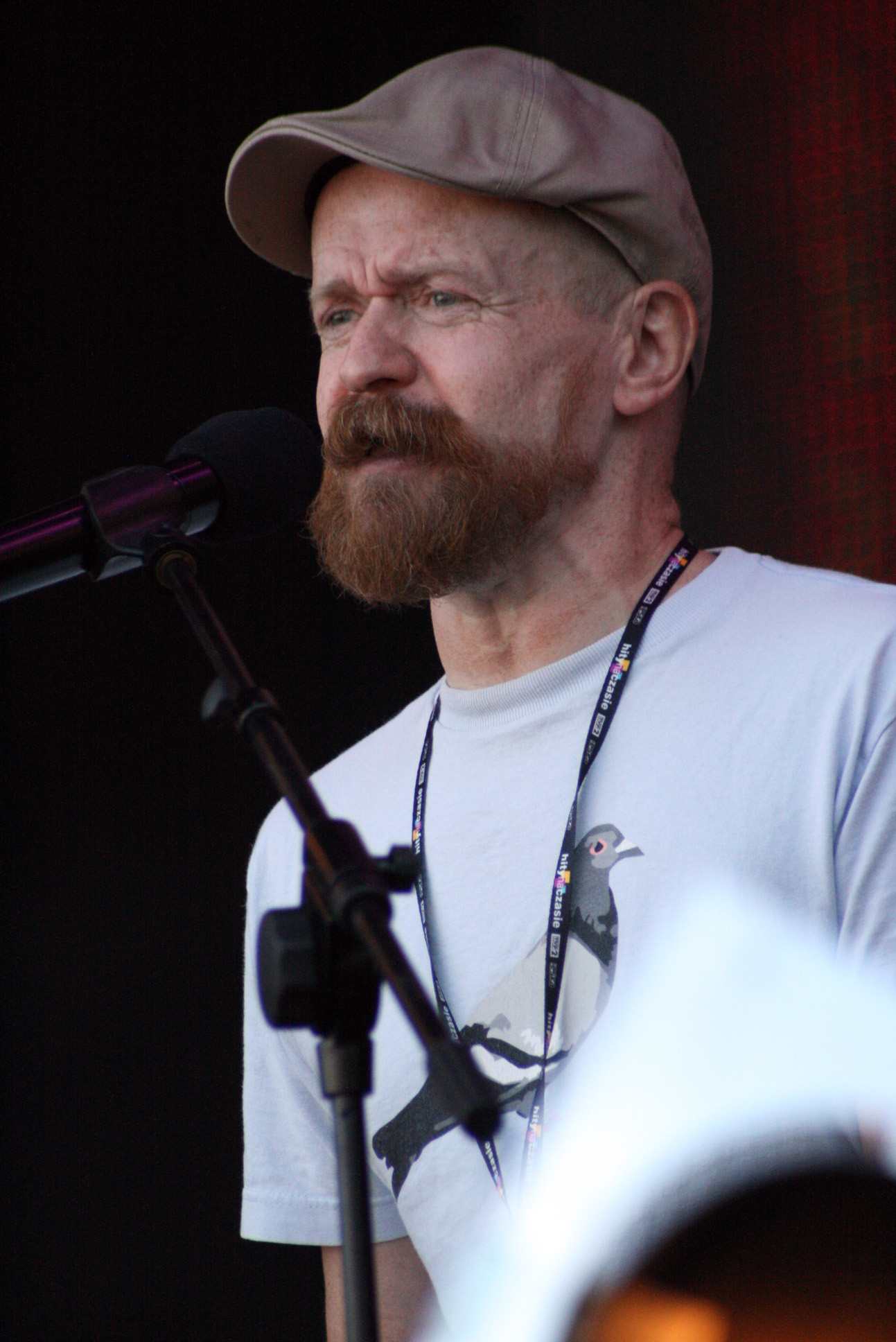
Александр Бард, основатель группы
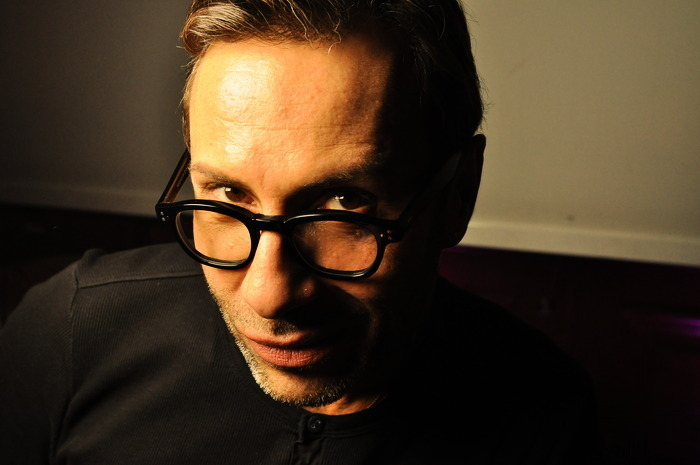
Жан-Пьер Барда
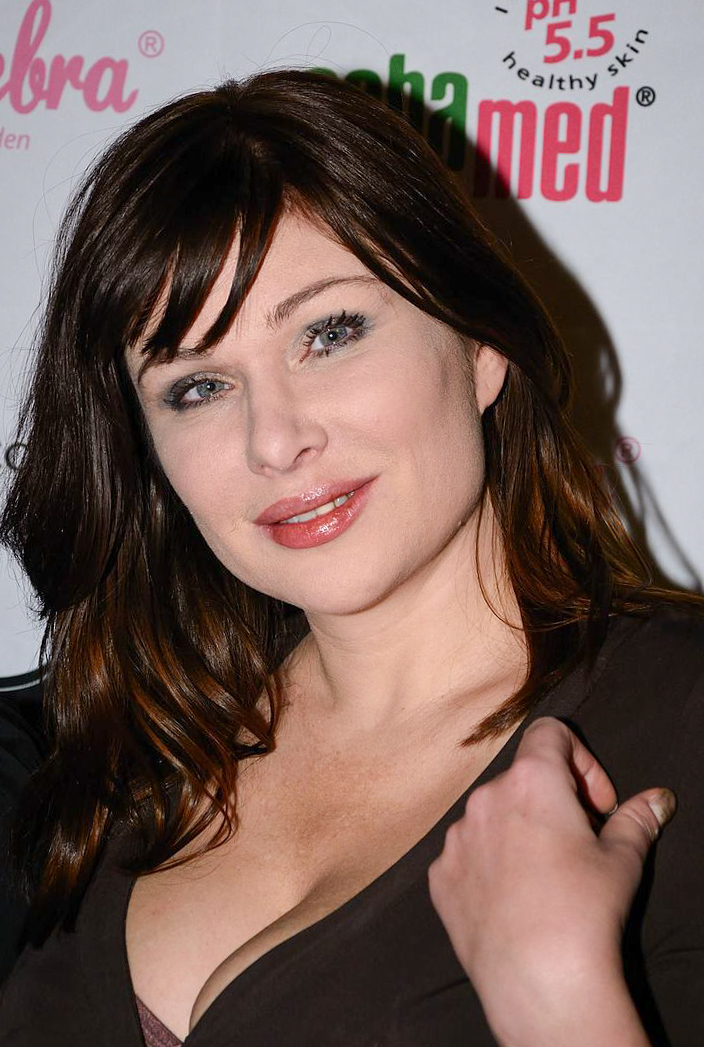
Доминика Печински
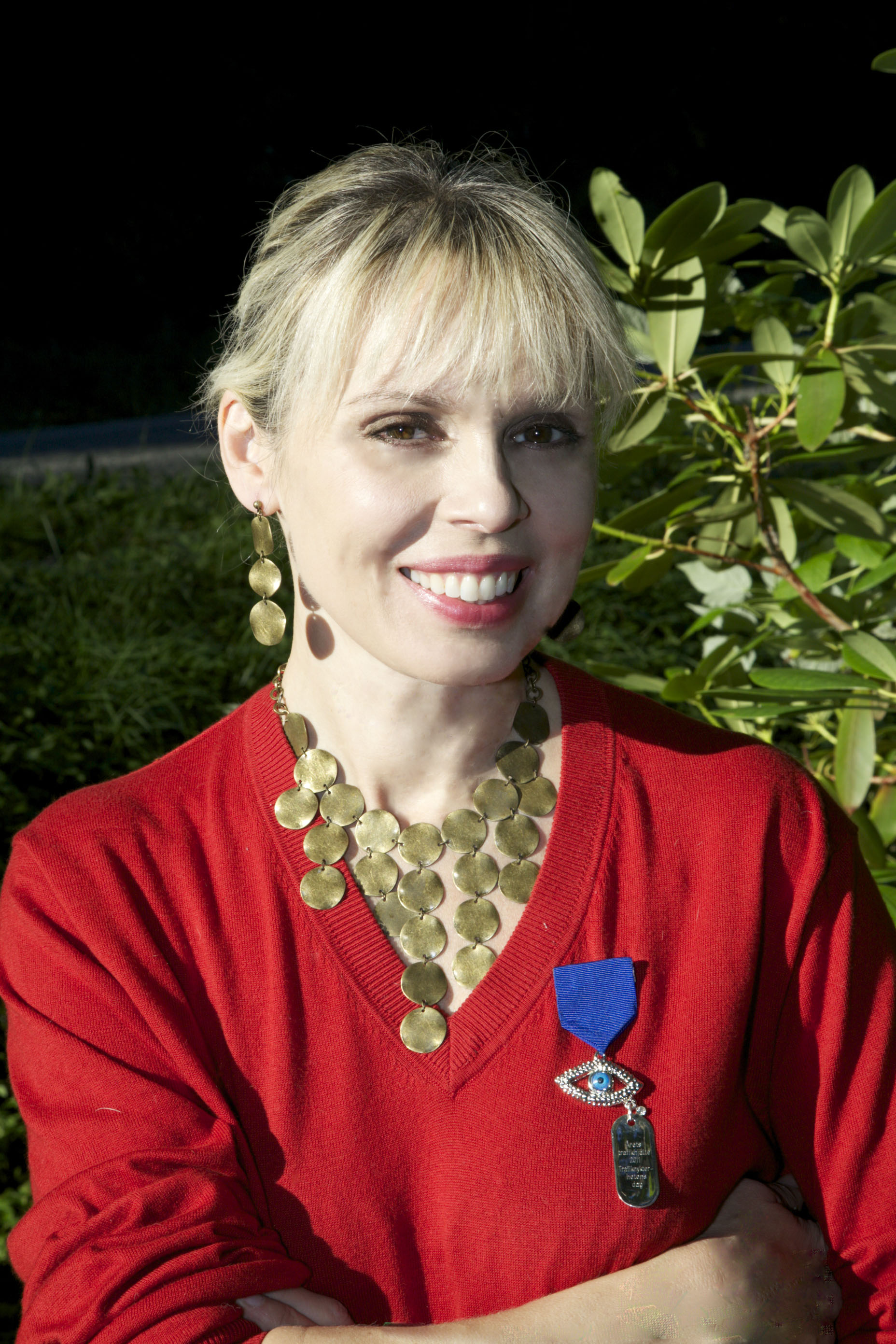
Микаэла де ла Кур
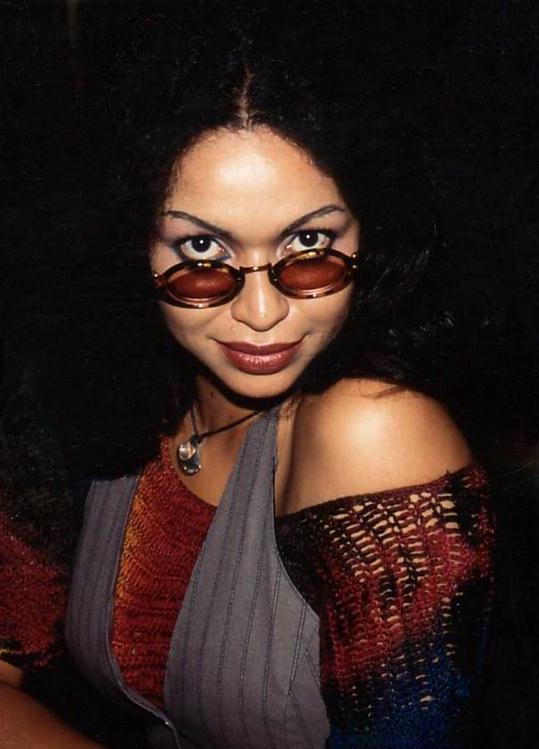
Камилла Хенемарк

### Текущий состав
- Александр Бард (1987—2009, 2012—наши дни)
- Жан-Пьер Барда (1987—2009, 2012—наши дни)
- Доминика Печински (1992—2009, 2013—наши дни)

### Бывшие участники
- Микаэла де ла Кур (1991—1995)
- Камилла Хенемарк (1987—1991, 1995—2001, 2012—2013)

## Дискография

### Студийные и компиляционные альбомы
- 1990/1991 Disco Extravaganza / Army Of Lovers (US)
- 1991 Massive Luxury Overdose
- 1992 Massive Luxury Overdose (U.S. Version)
- 1993 The Gods Of Earth And Heaven
- 1994 Glory Glamor And Gold
- 1995/1996 Les Greatest Hits
- 1997 Master Series
- 2001 Le Grand Docu-Soap
- 2013 Big Battle Of Egos
- 2023 Sexodus
- 2024 Remixodus

### Синглы и EP
- 1988: When The Night Is Cold
- 1988: Love Me Like A Loaded Gun
- 1989: Baby’s Got A Neutron Bomb
- 1990: Ride The Bullet
- 1990: Supernatural
- 1990: My Army Of Lovers
- 1991: Crucified
- 1991: Obsession
- 1991: Candyman Messiah
- 1992: Ride The Bullet 92
- 1992: Judgment Day
- 1993: Israelism
- 1993: La Plage de Saint Tropez
- 1993: I Am
- 1994: Lit De Parade ‘feat. Big Money’
- 1994: Sexual Revolution
- 1994: Life Is Fantastic
- 1995: Give My Life
- 1995: Venus And Mars / Megamix
- 1996: King Midas
- 2001: Let The Sunshine In
- 2001: Hands Up
- 2013: Rockin’ The Ride
- 2013: Signed On My Tattoo ‘feat. Gravitonas’
- 2013 Scandinavian Crime EP
- 2013: Crucified 2013
- 2014: People Are Lonely ‘feat. Gravitonas’
- 2023: Love Is Blue ‘vs Olya Polyakova’
- 2023: Sexodus
- 2023: Romanism
- 2023: What’s That Look ‘feat. Tamer Wilde’
- 2023: Bring Your Love
- 2023: Israelism 2023
- 2023: Clash Of The Titans

### Видеоклипы
1. When The Night Is Cold (1988)
2. Ride The Bullet (1990) ‘feat. La Camilla’
3. My Army Of Lovers (1990)
4. Crucified (1991)
5. Obsession (1991) ‘feat. La Camilla’
6. Candyman Messiah (1991)
7. Ride The Bullet 92 (1992) ‘feat. De La Cour’
8. Obsession (1992) ‘feat. De La Cour’
9. Judgment Day (1992)
10. Israelism (1993)
11. La Plage de Saint Tropez (1993)
12. Sons Of Lucy (1993)
13. I Am (1993)
14. Lit De Parade (1994)
15. Sexual Revolution (1994)
16. Give My Life (1995)
17. King Midas (1996)
18. Let The Sunshine In (2001)
19. Hands Up (2001)
20. Signed On My Tattoo (2013)
21. Crucified 2013 (2013)
22. People Are Lonely (2014)